# Torre HSBC (Auckland)
La Torre HSBC (in inglese: HSBC Tower) è un grattacielo di Auckland in Nuova Zelanda.

## Storia
I lavori di costruzione dell'edificio, progettato dallo studio di architettura australiano Stephenson & Turner Architects, sono iniziati nel 2000 e sono stati ultimati nel 2002. L'edificio ha ospitato in passato gli uffici di PricewaterhouseCoopers.

## Descrizione
L'edificio sorge sul lungomare nel centro di Auckland e presenta un'altezza di 130 metri per 29 piani.